# Малое Гудобино
Малое Гудобино — деревня в Вышневолоцком городском округе Тверской области.

## География
Находится в центральной части Тверской области на расстоянии приблизительно 12 км по прямой на север-северо-восток от города Вышний Волочёк.

## История
Упоминается как Кудобино в писцовой книге Бежецкой пятины 1545 года. В деревне в 1812 году числилось 20 душ крестьян (мужчин). В 1859 году здесь (деревня Вышневолоцкого уезда) было учтено 8 дворов, в 1886 — 12. В советское время работали колхозы «Ненорово», «Ящины» и совхоз «Вышневолоцкий». До 2019 года входила в состав ныне упразднённого Сорокинского сельского поселения Вышневолоцкого муниципального района.

## Население
Численность населения составляла 98 человек (1859 год), 63 (1886), 40 (1958), 27 (1969), 6 (русские 100 %) в 2002 году, 1 в 2010.